# Nina Lynggaard Jørgensen
Nina Lynggaard Jørgensen (født 18. marts 2003) er en dansk forfatter. Hun er kendt for sin selvhjælpsbog "Den lille håndbog om håndtering af vanskelige forældre," som blev udgivet i 2019, mens Jørgensen gik på efterskolen Skolen For Gastronomi Musik & Design. Bogen er sidenhen blevet anerkendt af forskningsleder Niels Ulrik Sørensen i at Jørgensen rammer mere rigtigt end hun aner. Hun har i 2023 udgivet endnu en selvhjælpsbog om teenageproblemer, ligesom den første bog.

## Baggrund
Jørgensen er opvokset i en forstad til Aarhus, og blev student fra Aarhus VUC og HF i 2022. Derudover har Jørgensen gået på Station Next.